# Emoia parkeri
Emoia parkeri là một loài thằn lằn trong họ Scincidae. Loài này được Brown, Pernetta & Watling mô tả khoa học đầu tiên năm 1980.